# جورج جونسون (ممثل)
جورج جونسون (بالإنجليزية: George Clayton Johnson)‏ هو كاتب وكاتب سيناريو وكاتب خيال علمي وروائي وممثل أمريكي، ولد في 10 يوليو 1929 بشايان في الولايات المتحدة، وتوفي في 22 ديسمبر 2015 في الولايات المتحدة بسبب سرطان. من الجوائز التي نالها جائزة إنكبوت.

## جوائز
- جائزة إنكبوت

## وصلات خارجية
- جورج جونسون على موقع IMDb (الإنجليزية)
- جورج جونسون على موقع ألو سيني (الفرنسية)
- جورج جونسون على موقع ميوزك برينز (الإنجليزية)
- جورج جونسون على موقع أول موفي (الإنجليزية)
- جورج جونسون على موقع قاعدة بيانات الفيلم (الإنجليزية)
- جورج جونسون على موقع كينوبويسك (الروسية)